# LNZ Group
LNZ Group (укр. ЛНЗ Груп) — український вертикально інтегрований агропромисловий холдинг, що спеціалізується на торгівлі посівним матеріалом і засобами захисту рослин, вирощуванні зернових і технічних культур, тваринництві та зернотрейдерській діяльності. Утворений на базі Лебединського насіннєвого заводу.
Агрохолдинг LNZ є багаторічним партнером у наданні послуг з вирощування насіння різних культур для провідних світових компаній-селекціонерів: Monsanto, Syngenta, Dow Seeds, DuPont Pioneer, Limagrain та інших, а також офіційним дистриб'ютором німецької компанії Bayer в Україні та засновником лінійки генеричних засобів захисту рослин «DEFENDA».

## Історичні відомості
Лебединський насіннєвий завод, на базі якого створено групу компаній LNZ, був заснований у 1846 році у селі Лебедин Лебединської волості Чигиринського повіту Київської губернії поміщиком Петром Лопухіним та меценатом Абрамом Бродським як цукроварня. 1858 року підприємство перейшло до власності брата одного з засновників — Ізраїля Марковича Бродського, який звів поряд рафінарню. 1902 року обидва заводи було знищено полум'ям, тож селяни звернулися до київського генерал-губернатора з проханням відбудувати підприємство. Вже за два роки новий рафінадний завод було введено в експлуатацію, проте Жовтневий переворот 1917 року поставив хрест на його подальшій роботі. 1934 року було прийняте рішення відновити роботу підприємства, змінивши його спеціалізацію на вирощування насіння буряків. Цей процес зайняв близько трьох років, тож 1937 рік можна вважати днем другого народження заводу.
Втім, найголовнішим переродженням Лебединський насіннєвий завод завдячує своєму директору Віктору Кравченку, який вчасно зрозумів, що необхідно відходити від вирощування насіння буряку, адже ця галузь поступово згасає. З його ініціативи половину технічної лінії було переобладнано під очищення інших сільськогосподарських культур, обладнано сучасним устаткуванням цех протруювання тощо. Інженери та технологи заводу неодноразово відвідували Німеччину, Австрію та інші європейські країни, переймаючи передовий досвід та впроваджуючи його на власному підприємстві.
Серйозний змін завод зазнав після 2012 року. За цей час було розширено ємності для зберігання зернової продукції, збудовано два елеватора об'ємом по 10 тисяч тонн, змонтовано модуль для зберігання зернових культур за канадською технологією ємністю 6 тисяч тонн. Буквально за рік збудовано завод з переробки насіннєвої кукурудзи в качанах.

## Основна інформація

### Загальна структура
Наразі група компаній LNZ розвиває три основні напрямки бізнесу: агровиробництво (LNZ Agro), насінництво (LNZ Product) та дистриб'юцію (LNZ Market).
|                                                |
| СТОВ «ЛНЗ-АГРО»                                |
|                                                |
| Шполянський кластер                            |
| • Земельний банк — 31,3 тис. га                |
| • 51 тис. тонн зберігання на елеваторі         |
| • 30 тис. тонн зберігання в напольних складах  |
| • 6 тис. тонн в модулях тимчасового зберігання |
| Сумський кластер                               |
| • Земельний банк — 39 тис. га                  |
| • 77 тис. тонн зберігання на елеваторі         |
| • 70 тис. тонн зберігання в напольних складах  |
| Черкаський лівобережний кластер                |
| • Земельний банк — 9,6 тис. га                 |
| Вінницький кластер                             |
| • Земельний банк — 3 тис. га                   |
| ТОВ «АМГ Миронівське»                          |
|                                                |

|                                             |
| ПАТ «Лебединський насіннєвий завод»         |
|                                             |
| Завод з виробництва насіння кукурудзи       |
| • Продуктивність — 330 т/добу               |
| • Кількість робітників — 130                |
| Багатофункціональний насіннєвий завод       |
| • Продуктивність 1-ї лінії — 150-200 т/добу |
| • Продуктивність 2-ї лінії — 75 т/добу      |
| • Кількість робітників — 60                 |

|  |

| ТОВ "ТЕВІТТА ТРЕЙДІНГ" |

|  |

| ТОВ "ШПОЛЯНСЬКИЙ ЗАВОД ПРОДТОВАРІВ" |

|                                  |
| ТОВ «ЛНЗ»                        |
|                                  |
| • 12 представництв у 19 областях |
| • 5 логістичних центрів          |
| • 100 менеджерів                 |
| • 3000 клієнтів                  |
| • 108 вагонів-зерновозів         |
| • Власний автопарк               |
| • Митний склад                   |
| LNZ web                          |
|                                  |
| ТОВ «УкрАгроПротект»             |
| Бренд DEFENDA                    |
|                                  |

### Агровиробництво
Напрям агровиробництва включає в себе виробництво зернових та технічних культур, тваринництво та зернотрейдерську діяльність. LNZ Agro об'єднує 36 агрофірми в Сумській,  Вінницькій та Черкаській областях та близько 3000 працівників, задіяних у сезонних роботах. У травні 2018 року група компаній LNZ придбала 100 % корпоративних прав ТОВ «Шпола-Агро-Індустрі», а у лютому 2021 року, компанія LNZ Group придбала 2 господарства у Вінницькій області із земельним банком 3 тис га збільшивши таким чином свій земельний банк до 83 тис. га
Попри курс на модернізацію придбаних потужностей було збережено всі робочі місця, а пайовиків ТОВ «Шпола-Агро-Індустрі» залучено до соціальних програм холдингу. Наприкінці 2018 року LNZ Group було оголошено про завершення будівництва другої черги елеватора у Білопіллі, що дозволило збільшити його виробничу потужність до 77 тис. тонн, а площу — до 12 га. Таким чином, білопільське зерносховище стало найбільшим елеватором холдингу, обійшовши лебединський, місткість якого складає 51 тис. тонн.
Попри нестабільну цінову ситуацію на ринку молока та м'яса значну увагу приділено й розвитку тваринництва — модернізовано обладнання ферм дослідного господарства «Золотоніське» та збільшено поголів'я свиней і молочного стада.

### Насінництво
Група компаній LNZ є багаторічним партнером у наданні послуг з вирощування насіння різних культур для провідних світових компаній-селекціонерів: Monsanto, Syngenta, Dow Seeds, DuPont Pioneer, Limagrain тощо. LNZ Product — це понад 4 тис. га земель під поливом та оптимальний вибір місця вирощування певного гібриду залежно від ґрунтово-кліматичних умов. Напрям насінництва охоплює весь процес виробництва насіння від поля до упаковки та забезпечується двома сучасними підприємствами — спеціалізованим заводом із виробництва насіння кукурудзи та багатоспеціалізованим заводом з виробництва насіння соняшника, сої, гороху, пшениці та нішевих культур. Обидва підприємства обладнані новітнім устаткуванням від провідних світових виробників і дозволяють здійснювати замкнений цикл виробництва, що включає у себе прийом, очищення та відбір, сушіння, лущення, зберігання, калібрування, протруювання, пакування та відвантаження.
Завод з виробництва насіння кукурудзи обслуговується 130 працівниками, що забезпечують продуктивність роботи на рівні 330 т/доба. Багатофункціональний насіннєвий завод має дві технологічні лінії та штат робітників у кількості 60 осіб. Перша лінія, продуктивність якої складає 150—200 т/добу, забезпечує виробництво насіння пшениці, ячменю, гороху, сої та соняшника, а друга, з продуктивністю близько 75 т/добу, — насіння льону, коріандру, спельти та інших культур.
На всіх етапах виробництва контроль за якістю насіння здійснюється у сучасній лабораторії, що включає в себе три підрозділи: виробничо-технологічну лабораторію, лабораторію з кукурудзи та лабораторію з інших культур. Дослідний центр відповідає всім державним стандартам та здійснює широкий спектр сучасних аналізів насіння. Наразі лабораторія перебуває у стадії акредитації, що дозволить користуватися її послугами не лише підприємствам LNZ Group, а й іншим аграріям. Наявність власної лабораторії дозволяє компанії збільшувати урожайність, а також, в залежності від якості поля, економити на ресурсах від 8 до 40 %.
Влітку 2016 року задля забезпечення якісної гібридизації соняшника було впроваджено проект «Пасіка», в рамках якого на полях компанії було встановлено понад 4 тисячі вуликів.

### Дистриб'юція
До сфери діяльності LNZ Market належить продаж засобів захисту рослин, посівного матеріалу та систем живлення. ТОВ «ЛНЗ» входить до 5-ки найбільших дистриб'юторів країни та охоплює 19 областей. Обслуговування більше ніж 3000 клієнтів забезпечується роботою 100 менеджерів та 5 логістичних центрів. Окрім того, компанія володіє власним митним складом та автопарком. У липні 2018 року LNZ Group придбала 108 вагонів типу «хопер», створивши таким чином власний парк зерновозів та вирішивши проблему із затримкою транспортування зерна, що виникала через брак вагонів, які надаються «Укрзалізницею».
2016 року LNZ Group отримала права на володіння цілою низкою препаратів для захисту рослин, об'єднавши їх під брендом ТОВ «УкрАгроПротект». Після певного часу внутрішнього користування продукцією хімічної компанії, LNZ Group вирішила вивести засоби на агроринок, запропонувавши їх партнерам холдингу, а також великим, середнім і дрібним фермерам.
У серпні 2018 року, після кількарічної співпраці, LNZ Group отримала статус офіційного дистриб'ютора німецької компанії Bayer, а 21 грудня того ж року відкрила новий офіс у Києві, де розмістилися новостворені маркетинговий відділ та відділ агротехнологій.
Група компаній LNZ передбачає роботу з клієнтами у закритому циклі, не лише продаючи власний посівний матеріал та засоби захисту рослин, а й купуючи готову продукцію — товарне зерно. Окрім того, LNZ Group здійснює повний агрономічний супровід партнерів, впроваджує спільні програми випробувань і досліджень, проводить щорічні семінари та Дні полів.
2018 року було запроваджено новий формат співпраці, що отримав назву LNZ Hub. На відміну від традиційних Днів полів, що об'єднували кілька сотень учасників, LNZ Hub орієнтований на індивідуальний підхід до клієнта та передбачає низку екскурсій та консультацій профільних менеджерів холдингу.

### Бренд ЗЗР «DEFENDA»
У листопаді 2018 року група компаній LNZ вивела на український ринок новий бренд генеричних засобів захисту рослин «DEFENDA», до лінійки якого увійшли 58 препаратів (26 гербіцидів, 9 фунгіцидів, 10 інсектицидів, 8 протруйників, а також 2 регулятори росту, 2 прилипачі та десикант). До преміальної лінійки генеричних ЗЗР включено як відомі вже раніше на ринку препарати (гербіциди Сумаро, Аксакал, Бетагард, Напалм і Сора-Нет, фунгіциди Меценат і Абсолют, інсектициди Бомбардир, Альфа Супер), так і нові. Засновник LNZ Group Дмитро Кравченко назвав застосування генериків новою епохою захисту рослин та відзначив, що холдинг співпрацює винятково з найкращими виробниками, що витримали жорстку конкуренцію в умовах вимог до захисту навколишнього середовища.
Місія бренду — забезпечення українських сільгоспвиробників якісними та доступними засобами захисту рослин, забезпечення необхідною технологічною та фінансовою підтримкою, сприяння розвитку та фінансовому успіху агровиробника.
LNZ Group має власний офіс у Китаї та напряму співпрацює з потужними заводами на кшталт Nutrichem, Redsun, Iprochem тощо. Холдинг свідомо відмовився від власного виробництва в Україні, дбаючи про місцеву екологію.

### Бренд UNIVERSEED
2019 року LNZ Group презентувала бренд зернових та силосних гібридів кукурудзи UNIVERSEED, створений спільно з канадською компанією NAPG. До складу UNIVERSEED увійшли високопродуктивні зернові гібриди кукурудзи та унікальні в Україні силосні гібриди Leafy та Floury Leafy типу. Кожен із гібридів обрали серед 1,5 тисячі зразків, що протягом п’яти років проходили випробування на полях компанії та максимально адаптувалися до українських ґрунтів і кліматичних умов. Наразі в портфель бренду UNIVERSEED входять 13 гібридів: 8 силосних і 5 зернових.
Увесь посівний матеріал UNIVERSEED вирощується на ділянках гібридизації LNZ Group та дороблюється на Лебединському насіннєвому заводі. Представлені гібриди відповідають усім агротехнологічним умовам, є резистентними до хвороб і характеризуються високою вологовіддачею.

### Бренд Tevitta
У 2021 році було засновано бренд заморожених овочів, ягід та фруктів Tevitta, який спеціалізується на заморозці продуктів за технологією шокової заморозки (IQF).  Виробництво побудоване по принципу вертикальної інтеграції, тому кожен етап детально контролюється згідно з усіма вимогами до готової продукції заморозки. 
Бренд Tevitta включає в себе декілька напрямків, які спрямовані на отримання максимально якісного готового продукту: 
- Tevitta кооперація. Пропонує фермерам якісні саджанці in vitro, добрива та засоби захисту рослин в замін на гарантований збут продукції на завод.   Виробникам пропонується повний комплекс послуг та матеріалів для вирощування, тому їм не варто турбуватися про інші деталі.
- Завод по заморозці ягід, овочів та фруктів, побудований за останніми тенденціями 2021 року, та є одним з небагатьох в Україні підприємств, яке має сертифікацію BRC Global Standard, що гарантує якість вихідної продукції та відповідальне ставлення до процесу заморозки.

Під брендом Tevitta реалізується понад 20 видів продукції, серед якої:
- ягоди: полуниця, малина, смородина, порічка, бузина, чорниця, журавлина
- фрукти: абрикос, слива
- овочі: кукурудза, перець, цибуля, гарбуз, морква, томат, броколі, горошок, баклажан, кабачок

Сертифікати 
- поля компанії мають сертифікацію GLOBAL G.A.P.
- завод сертифікований згідно стандартам BRC Global Standard for Food Safety, тож має відкритий доступ до всіх ринків Європи

Продукція експортується у понад 20 країн Європи, в тому числі у Польщу, Італію, Іспанію, Німеччину та інші, а також у країни Азії.

### Private label Legend
У 2019 році LNZ Group заявила про вихід на український ринок нового бренду насіння силосних і зернових гібридів кукурудзи у форматі власної торгової марки (private label) — Legend. Згідно з договором ліцензії їх віддала в ексклюзивну дистриб'юцію LNZ Group компанія Bayer (Monsanto). 
До портфоліо бренду ввійшли три перевірених гібриди: ДК 315, Інсафл і Дрівіа. 
Варто зазначити, що бренд Legend є результатом п’ятирічної співпраці двох компаній. LNZ Group є найбільшим дистриб’ютором насіння кукурудзи від Bayer (Monsanto) та вже 4 роки має ексклюзивні права на продаж гібриду ДК 315 ФАО 310.

## Керівний склад
Дані наведено станом на 14 січня 2019 року[джерело?]
- Голова Наглядової ради LNZ Group — Кравченко Дмитро Вікторович
- Голова правління LNZ Group — Сідлецький Михайло Леонідович
- Фінансовий директор LNZ Group — Щербина Сергій Сергійович
- Генеральний директор ТОВ «ЛНЗ» — Ковтун Вадим Володимирович
- Директор дистрибуційної компанії ТОВ «ЛНЗ» — Полтавець Андрій В'ячеславович
- Директор ПрАТ «Лебединський насіннєвий завод» — Ткаченко Анатолій Миколайович
- Директор СТОВ «ЛНЗ-Агро» — Франчук Роман Іванович
- Генеральний директор агрофірми «Вікторія» — c
- Директор лівобережного агровиробничого кластеру — Трущенко Леонід Анатолійович
- Директор відділу маркетингу — Каменєва Юлія Вікторівна
- Директор ТОВ «УкрАгроПротект» — Борисов Сергій Олексійович
- Керівник відділу торгових операцій — Красюк Віталій Анатолійович
- Заступник директора з розвитку регіональної мережі — Соломонюк Дмитро Сергійович

## Соціальна відповідальність
Окрім основної діяльності, група компаній LNZ широковідома своїми соціальними ініціативами. Протягом 2015 року компанія інвестувала у соціальну сферу сіл району понад 20 млн грн та сплатила до держави понад 67 млн податків. В подальшому співпраця холдингу з громадами та окремими організаціями набрала ще більших обертів. Серед основних проектів LNZ Group можна відзначити такі:

### Розвиток інфраструктури
- У червні 2017 Шполянській центральній районній лікарні подаровано реанімобіль вартістю понад 2,5 млн грн[19], а дещо раніше — сучасний цифровий флюорограф.
- Придбано оргтехніку для 8 навчально-виховних комплексів, Шполянської центральної районної лікарні та Центру з надання первинної медико-санітарної допомоги.
- Зусиллями LNZ Group було проведено ремонт автосполучення між селами: Журавка — Лебедин, Кримки — Водяне — Ярославка, Надточаївка — Бурти, Скотареве — Товмач; відремонтовано дороги у Лебедині та Лозуватці, полагоджено відрізок траси «Золотоноша — Умань» до Станіславчика, відремонтовано дві вулиці у Шполі, підсипано і прогрейдеровано вулиці у Товмачі, частково відремонтовано в'їзну дорогу до Маслового.
- Надано допомогу будматеріалами та устаткуванням Улянівській, Миколаївській, Михайлівській, Черепівській та Тернівській загальноуосвітнім школам.
- Збудовано систему водопостачання та водовідведення у фельдшерсько-акушерському пункті Станіславчика[20].
- Придбано нові меблі для 5 дитячих навчальних закладів та 3 фельдшерсько-акушерських пунктів.
- Зроблено ремонт дитячого павільйону та придбано спортивний інвентар для Миколаївського дитячого навчального закладу.
- Надано кошти для завершення будівництва газопроводів у Надточаївці та Журавці.
- Проведено вуличне освітлення у Лозуватці та Кавунівці.

### Патріотичне виховання та допомога війську
- Придбано автомобілі для Шполянського воєнкомату та 131-го окремого розвідувального батальйону[21].
- Придбано запасні частини та радіостанції для Сумського 27-го реактивного полку[22].
- Придбано одяг, продукти харчування, спорядження, бронежилети та тепловізор для учасників війни на сході України, а також пальне для волонтерів з метою доставки вантажів у зону бойових дій.
- Надано будівельні матеріали для ремонту пам'ятників та Обеліска Слави на Сумщині.
- Облаштовано парк імені воїнів-інтернаціоналістів у Шполі.
- Забезпечено матеріальною допомогою ветеранів Другої світової війни, воїнів-інтернаціоналістів, ветеранів АТО та членів сімей загиблих[23].

### Підтримка духовності та культури
- За підтримки холдингу зведено церкву УПЦ КП в Антонівці, а також забезпечено матеріалами будівництво храмів у Лип'янці[24] та Шполі. Надано фінансову підтримку церкві Іоанна Богослова в Миколаївці та придбано новий іконостас для лебединської Свято-Преображенської церкви[25].
- Встановлено погруддя Тараса Шевченка та зроблено капітальний ремонт фасаду Будинку культури в Лозуватці.
- Відремонтовано приміщення Лозуватського та Станіславчицького СБК, надано допомогу Буринському та Черепівському будинкам культури.
- До новорічних свят відкрито резиденцію Святого Миколая у Шполі[26], проспонсоровано встановлення головної ялинки та проведення святкових заходів у місті та районі. До нового 2016 року школярі Шполянщини отримали від LNZ Group близько 300 кг цукерок[27].
- Організовано велику кількість концертів та творчих вечорів. З нагоди 570-ї річниці з дня заснування Лебедина проведено безкоштовний концерт народного артиста України Іво Бобула[28], а у святковому концерті до Дня Білопілля, що зібрав близько 5 тисяч глядачів, брав участь гурт DZIDZIO[29].
- Організовано конкурс талантів Білопільського району «Х-Фактор Жовтневе»[30] та конкурсу «Міс Жовтневе»[31].

### Освіта та наука
- З 2019 року LNZ Group виступає в якості золотого партнеру всеукраїнського освітнього проекту "Агрокебети [Архівовано 3 липня 2019 у Wayback Machine.]"[32]

## Розвиток спорту
LNZ Group приділяє значну увагу розвитку масового спорту. До здобутків холдингу на ниві спортивно-соціальної діяльності слід віднести:
- Відкриття корту для професійного тенісу в Лебедині[33].
- Реконструкція шполянського стадіону «Колос» вартістю більше 1 млн грн[34].
- Реконструкція спортивного майданчика у Водяному.
- Придбання форми та фінансування змагань для секції вільної боротьби.
- Постійна фінансова та матеріальна допомога секції біатлону в Миколаївці.
- Допомога учасникам змагань з бодібілдингу в Києві.
- Фінансування змагань Сумської обласної федерації боротьби.
- Фінансова допомога для участі в Чемпіонаті Європи з боротьби сумо Миколі Грінченку.

Втім, безумовно, найважливішим напрямком спортивної діяльності групи компаній є розвиток футболу. На балансі підприємств холдингу перебувають два аматорські футбольні клуби та дитячо-юнацька спортивна школа. Протягом декількох років було збудовано два сучасних стадіони в Лебедині та Миколаївці, велику кількість дрібніших об'єктів спортивної інфраструктури, придбано форму для футбольних команд Миколаївської та Улянівської ЗОШ. З 2014 року регулярно проводяться міжобласні дитячі турніри з футболу та футзальні змагання серед ветеранів.

### ФК «ЛНЗ» (Черкаси)
Клуб створено 2006 року зусиллями керівництва Лебединського насіннєвого заводу. З 2007 року команда входила до числа провідних аматорських колективів Черкащини, а 2009 року здобула перше «золото» обласного чемпіонату. Найвищим досягненням клубу є здобуття Кубка України з футболу серед аматорів 2017/18 років та участь у другому попередньому етапі Кубка України 2018/19, на шляху до якого «ЛНЗ-Лебедин» здолав житомирське «Полісся», що на той час виступало у другій лізі. Посаду президента клубу обіймає директор дистриб'юційної компанії ТОВ «ЛНЗ» Андрій Полтавець. Окрім основної команди, що бере участь у аматорському чемпіонаті України та чемпіонаті Черкаської області, до структури «ЛНЗ-Лебедин» входить резервний склад, що змагається у чемпіонаті Шполянського району, та дитячо-юнацька команда, складена з місцевих вихованців.
Зусиллями LNZ Group 2017 року в Лебедині було збудовано сучасний стадіон «ЛНЗ-Арена», що відповідає усім стандартам УЄФА, а у липні 2018 року — міні-поле зі штучним покриттям, скористатися яким можуть усі бажаючі, зокрема на ньому проводять заняття з фізкультури учні Лебединського НВК № 1. Вартість будівництва «ЛНЗ-Арени» склала близько 5 млн грн.

### ФК «Вікторія» (Суми)
Команду було засновано 2015 року агрофірмою «Вікторія», що є базовим господарством Лебединського насіннєвого заводу. З першого ж сезону клуб почав демонструвати високі результати, двічі поспіль здобувши «срібло» чемпіонату Сумської області. Найбільшого успіху «Вікторія» досягла 2018 року, ставши найсильнішим клубом аматорського чемпіонату України та дійшовши до фіналу Кубка України серед аматорів. У розіграші Кубка України 2018/19 миколаївці у першому попередньому етапі поступилися горностаївському «Миру» в серії післяматчевих пенальті.
2016 року з ініціативи президента клубу Сергія Бондаренка було розпочато будівництво футбольного поля, що відповідало б усім міжнародним стандартам УЄФА. Стадіон зможе вмістити до 1500 глядачів, буде обладнаний системою автоматичного зрошення та сучасним освітленням, а також придатний до проведення телевізійних трансляцій. Окрім того, 2015 року біля стадіону було зведено двоповерхову адмінбудівлю з роздягальнями для обох команд на 40 місць, душовими кімнатами, санвузлами, навчально-тренувальними класами та кімнатою для суддів.